# Pimsiri Sirikaew
Pimsiri Sirikaew (Thai: พิมศิริ ศิริแก้ว; * 25. April 1990 in Khon Kaen) ist eine thailändische Gewichtheberin. Sie gewann bei den Olympischen Spielen 2012 in London und bei den Olympischen Spielen 2016 in Rio de Janeiro die Silbermedaille in der Gewichtsklasse bis 58 kg.

## Werdegang
Pimsiri Sirikaew begann in ihrer Geburtsstadt Khon Kaen, in der sie immer noch lebt, als Jugendliche mit dem Gewichtheben. Sie ist 1,49 Meter groß und startet in der Gewichtsklasse bis 58 kg Körpergewicht.
Ihren ersten Start bei einer internationalen Meisterschaft absolvierte sie im Jahre 2008. Dabei wurde sie in Cali/Kolumbien Junioren-Weltmeisterin (Altersgruppe U 18). Ihre Leistung betrug 211 kg (91–120) im Zweikampf. Im Jahre 2009 wurde sie bei der Weltmeisterschaft der Damen in Goyang/Südkorea eingesetzt. Sie erzielte dort im Zweikampf 205 kg (90–115) und belegte damit den 5. Platz in der Gewichtsklasse bis 58 kg.
Im Jahre 2010 nahm sie in Sofia an der Junioren-Weltmeisterschaft (U 20) teil und kam im Zweikampf auf 210 kg (90–120). Mit dieser Leistung belegte sie hinter der Chinesin Deng Mengrong, die 221 kg (98–123) erreichte, den 2. Platz. Im gleichen Jahr startete sie auch noch bei der Damen-Weltmeisterschaft in Antalya. Sie erreichte dort 207 kg (89–118) und landete damit auf dem 8. Platz.
Während Pimsiri Sirikaew in den Jahren 2009 und 2010 leistungsmäßig stagnierte, gelang ihr im Jahre 2011 endlich ein starker Leistungssprung. Sie erreichte bei der Weltmeisterschaft 2011 in Paris im Zweikampf 230 kg (99–131) und gewann damit hinter Nastassja Nowikawa, Weißrussland, 237 (101–136) und Li Xueying, China, 236 kg (103–133) die Bronzemedaille. Mit ihrer Stoßleistung von 131 kg gewann sie eine weitere Bronzemedaille.
Im Olympiajahr 2012 wurde sie in Pyoengtaek/Südkorea mit einer Leistung von 231 kg (100–131) Asienmeisterin vor Kuo Hsing-Chun, Taiwan, 228 kg (98-13). Bestens vorbereitet startete sie dann im Juli 2012 bei den Olympischen Spielen in London. Sie erzielte im Zweikampf die neue persönliche Bestleistung von 236 kg (100–136) und gewann damit hinter Li Xueying, die 246 kg (108–138) erzielte, die Silbermedaille.
Im Juli 2013 startete sie bei der Universiade in Kasan. Sie war dort aber in keiner guten Form und erzielte im Zweikampf nur 216 kg (95–121), die nur zum 4. Platz in der Gewichtsklasse bis 58 kg reichten.
Zu Beginn des Jahres 2014 wechselte Pimsiri Sirikaew in die Gewichtsklasse bis 63 kg. In dieser Gewichtsklasse startete sie erstmals im Juni 2014 bei einem intern. Turnier in Khon Kean/Thailand. Sie erzielte dabei als Siegerin im Zweikampf sehr gute 251 kg (108–143). Bei den Asienspielen im September 2014 in Incheon/Südkorea kam sie nicht ganz an diese Leistung heran. Sie schaffte im Zweikampf 242 kg (108–134) und belegte damit den 5. Platz. Bei der Weltmeisterschaft im November 2014 in Almaty erzielte sie im Zweikampf 246 kg (108–138) und belegte wiederum den 5. Platz.

## Internationale Erfolge
| Jahr | Platz  | Wettbewerb                                | Gewichtsklasse | Ergebnisse |
| 2008 | 1.     | Junioren-WM (U 18) in Cali/Kolumbien      | bis 58 kg      | mit 211 kg (91–129), vor Roxana Cocoș, Rumänien, 202 kg (86–116) und Lina Rivas, Kolumbien, 201 kg (91–110)                                                 |
| 2009 | 5.     | WM in Goyang/Südkorea                     | bis 58 kg      | mit 205 kg (90–115); Siegerin: Li Xueying, China, 239 kg (107–132)                                                                                          |
| 2010 | 2.     | Junioren-WM (U 20) in Sofia               | bis 58 kg      | mit 210 kg (90–120), hinter Deng Mengrong, China, 221 kg (98–123), vor Lina Rivas, 205 kg (91–114)                                                          |
| 2010 | 8.     | WM in Antalya                             | bis 58 kg      | mit 207 kg (89–118); Siegerin: Deng Wei, China, 237 kg (102–135)                                                                                            |
| 2011 | 3.     | WM in Paris                               | bis 58 kg      | mit 230 kg (99–131), hinter Nastassija Nowikawa, Weißrussland, 237 kg (101–136) und Li Xueying, 236 kg ö(103–133)                                           |
| 2012 | 1.     | Asienmeisterschaft in Pyoengtaek/Südkorea | bis 58 kg      | mit 231 kg (100–131), vor Kuo Hsing-Chun, Taiwan, 228 kg (98–130) und Zhou Jun, China, 220 kg (95–125)                                                      |
| 2012 | Silber | OS in London                              | bis 58 kg      | mit 236 kg (100–136), hinter Li Xueying, 246 kg (108–138), vor Julija Kalina, Ukraine, 235 kg (106–129)                                                     |
| 2013 | 4.     | Universiade in Kasan                      | bis 58 kg      | mit 216 kg (95–121), hinter Kuo Hsing-Chun, 238 kg (104–134), Christina Iovu, Aserbaidschan, 226 kg (100–126) und Choe Hyo-Sim, Nordkorea, 225 kg (100–125) |
| 2014 | 1.     | Intern. Turnier in Khon Kean/Thailand     | bis 63 kg      | mit 251 kg (108–143) |
| 2014 | 5.     | Asienspiele in Incheon/Südkorea           | bis 63 kg      | mit 242 kg (108–134); Siegerin: Lin Tzu-chi, Taiwan, 261 kg (116–145) vor Deng Wei, China, 259 kg (115–144)                                                 |
| 2014 | 5.     | WM in Almaty                              | bis 63 kg      | mit 246 kg (108–138); Siegerin: Deng Wei, 252 kg (110–142) vor Tima Turijewa, Russland, 252 kg (112–140)                                                    |
| 2014 | 1.     | Universitäten-WM in Chiangmai             | bis 63 kg      | mit 235 kg (105–130), vor Diana Achmetowa, Russland, 215 kg (100–115) und Eri Mitsuke, Japan, 197 kg (92–105)                                               |
| 2016 | 2.     | OS in Rio de Janeiro                      | bis 58 kg      | mit 232 kg vor Kuo Hsing-chun und hinter Sukanya Srisurat                                                                                                   |

## WM-Einzelmedaillen
- WM-Bronzemedaillen: 2011/Stoßen

Erläuterungen
- alle Wettkämpfe im Zweikampf, bestehend aus Reißen und Stoßen
- OS = Olympische Spiele, WM = Weltmeisterschaft